# Synagoga Moszka Orbacha w Łodzi
Synagoga Moszka Orbacha w Łodzi – prywatny dom modlitwy znajdujący się w Łodzi przy ulicy Wolborskiej 1.
Synagoga została zbudowana w 1898 roku z inicjatywy Moszka Orbacha. Mogła ona pomieścić 30 osób. Podczas II wojny światowej hitlerowcy zdewastowali synagogę.